# Qui trop embrasse
Qui trop embrasse est un film français réalisé par Jacques Davila et sorti en 1986.

## Fiche technique
- Titre : Qui trop embrasse
- Réalisation : Jacques Davila
- Scénario : Jacques Davila et Michel Gautier
- Photographie : Jean-Marie Dreujou
- Son : Yves Zlotnicka
- Musique : Bruno Coulais
- Montage : Paul Vecchiali
- Société de production : Les Films de l'Atalante
- Pays de production :  France
- Durée : 84 minutes
- Date de sortie : France - 11 juin 1986

## Distribution
- Anne Wiazemsky
- Tonie Marshall
- Micheline Presle
- Andrzej Seweryn
- Michel Gautier
- Christian Cloarec
- Gérard Lartigau
- Ingrid Bourgoin